# O Filme do Bruno Aleixo
O Filme do Bruno Aleixo é um filme português de comédia, realizado por João Moreira e Pedro Santo e produzido por Sandro Aguilar e Luís Urbano. Estreou-se em Portugal a 23 de janeiro de 2020.

## Sinopse
O filme desenrola-se sobre Bruno Aleixo que é convidado a escrever uma biopic sobre si próprio. O mesmo acaba por se reunir com os amigos num café, e ao longo do filme cada um sugere uma ideia diferente, mais ou menos biográfica.

## Elenco
- Fernando Alvim como Renato Alexandre
- David Chan Cordeiro como Ninja
- João Lagarto como Homem do Bussaco
- Adriano Luz como Toninho
- Manuel Mozos como Aires
- José Neto como Mau
- José Raposo como Bruno Aleixo
- Rogério Samora como Homem do Bussaco
- Gonçalo Waddington como Busto